# Charleston, Arkansas
Charleston là một thành phố thuộc quận Franklin, tiểu bang Arkansas, Hoa Kỳ. Năm 2010, dân số của thành phố này là 2494 người.

## Dân số
- Dân số năm 2000: 2965 người.
- Dân số năm 2010: 2494 người.